# حي السودة (صنعاء)
حي السودة هو أحد أحياء مدينة أمانة العاصمة، ويتبع إدارياً مديرية معين التابعة لمحافظة أمانة العاصمة - اليمن. يبلغ تعداد سكانه 169 نسمة حسب التعداد السكاني في اليمن لعام 2004.